# Raninoidea
Raninoidea (лат.) — надсемейство десятиногих крабов из секции Podotremata инфраотряда крабов (Brachyura). Большинство ученых считают их довольно примитивными. В отличие от большинства других настоящих крабов, брюшки Raninoidea не скрыты под карапаксом. Надсемейство включает 46 ныне живущих видов, и почти 200 разновидностей, известных только из окаменелостей.

## Классификация
Надсемейство включает 1 современное и 2 вымерших семейства:
- † Camarocarcinidae
- † Cenomanocarcinidae
- Raninidae